# Коштинья
Франси́шку Жозе́ Родри́гиш да Ко́шта (порт. Francisco José Rodrigues da Costa; 1 декабря 1974, Лиссабон), более известный как Кошти́нья (порт. Costinha) — португальский футболист, полузащитник; футбольный тренер.

## Карьера
Коштинья начал карьеру в низших португальских дивизионах, выступал за «Насьонал», когда эта команда играл во втором дивизионе, затем перешёл во французский «Монако», откуда получил приглашение в сборную Португалии в 1998 году.
В высшей португальской лиге Коштинья дебютировал в 26 лет, перейдя в «Порту» в сезоне 2001/02 и став затем важной фигурой в полузащите команды, выиграв с клубом два чемпионских титула подряд. Возможно, самым выдающимся моментом в карьере Коштиньи был забитый 9 марта 2004 года гол в ворота «Манчестер Юнайтед» в матче Лиги чемпионов, который вывел «Порту» дальше и позволил затем выиграть турнир, победив в финале бывший клуб португальца — «Монако» со счётом 3:0.
В мае 2005 года Коштинья вместе с партнёрами по «Порту» Манише и греческим защитником Юркасом Сейтаридисом перешёл в московское «Динамо». За всех троих клуб заплатил € 30 млн. Солидное усиление из Португалии не помогло бело-голубым успешно выступить в чемпионате России. Разругавшись с Юрием Сёминым, обвинив динамовцев в невыплате зарплаты, и проведя за москвичей лишь 10 матчей, Коштинья перешёл в мадридский «Атлетико», где снова играл бок о бок с Манише. Сумма трансфера португальца составила € 6 млн. Но и в Испании у игрока тоже не сложилось — он играл нерегулярно и даже жестоко избил партнёра по команде Якобо Инклана во время тренировочных занятий.
В августе 2007 года он перешёл в итальянскую «Аталанту», но за 3 года сыграл всего 54 минуты из-за постоянных травм и плохой игровой формы. 23 февраля 2010 года 35-летний Коштинья по обоюдному согласию расторг контракт с «Аталантой», объявив о завершении карьеры.
По окончании игровой карьеры работал в лиссабонском «Спортинге» в должности спортивного директора, где он сменил своего бывшего товарища по сборной Португалии Рикарду Са Пинту. 9 февраля 2011 года уволен с поста спортивного директора «Спортинга» за критику руководства клуба в телеинтервью. Затем Коштинья занял пост спортивного директора в швейцарском «Серветте».
В середине сезона 2012/13 начал самостоятельную тренерскую карьеру главным тренером команды «Бейра-Мар», но не сумел спасти команду от вылета. Летом 2013 года возглавил клуб «Пасуш ди Феррейра», который впервые в своей истории принимал участие в Лиге чемпионов. Ассистентом Коштиньи стал бывший партнёр по «Динамо», «Порту» и сборной Португалии Манише, который также подписал двухлетний контракт с клубом. В раунде плей-офф Лиги чемпионов 2013/14 встретился в качестве наставника «Пасуша» с петербургским «Зенитом». В первом матче его команда крупно (1:4) уступила на своём поле. В ответном матче «Зенит» также переиграл «Пасуш де Ферейра» (4:2).

## Достижения
Командные
- Чемпион Франции (1): 1999/2000
- Обладатель Суперкубка Франции (1): 2000
- Чемпион Португалии (2): 2002/03, 2003/04
- Обладатель Кубка Португалии (1): 2002/03
- Обладатель Суперкубка Португалии (2): 2003, 2004
- Обладатель Кубка УЕФА (1): 2002/03
- Победитель Лиги чемпионов УЕФА (1): 2003/04
- Обладатель Межконтинентального кубка (1): 2004
- Бронзовый призёр чемпионата Европы 2000
- Серебряный призёр чемпионата Европы 2004

Личные
- Медаль за заслуги ордена Непорочного зачатия Девы Марии Вила-Висозской (2006)